# 御真影

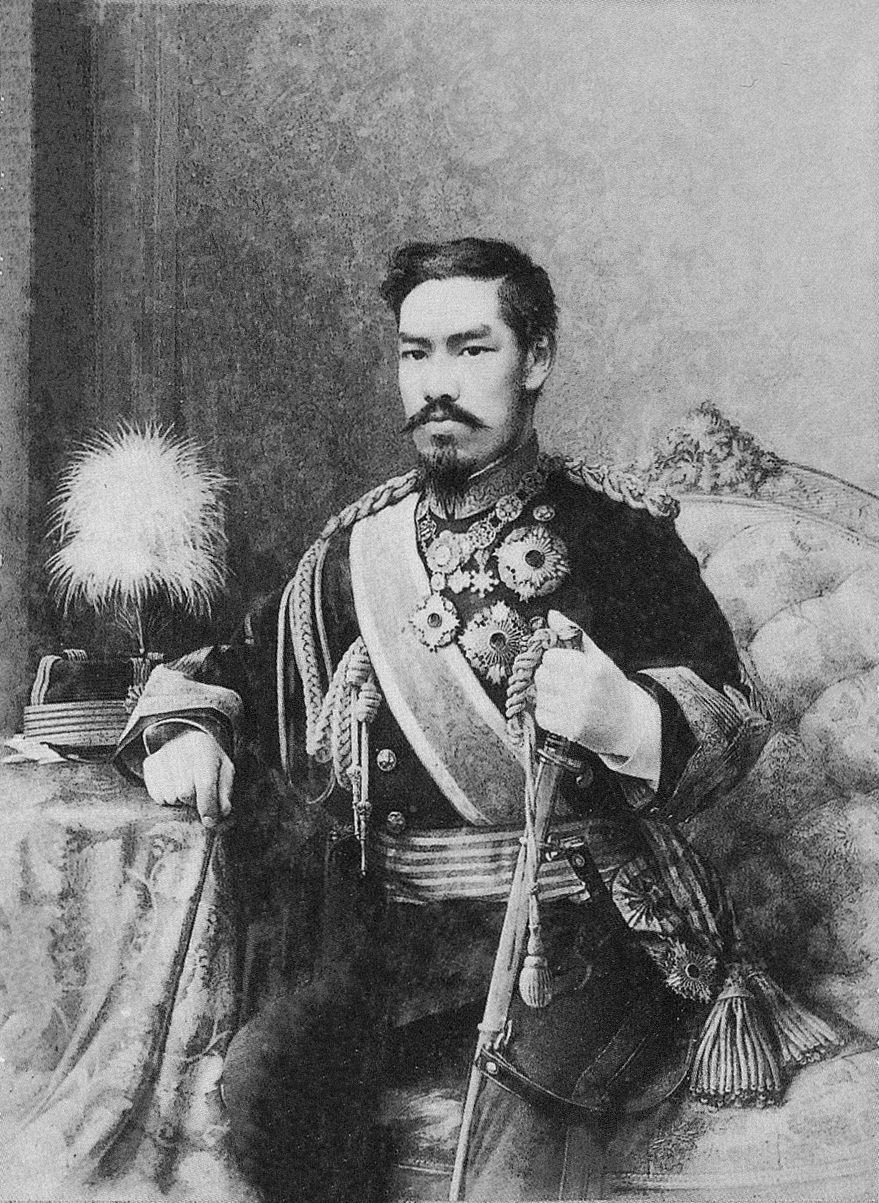
明治天皇の御真影

御真影（ごしんえい、旧字体：御眞影）とは、日本において天皇の肖像写真や肖像画を敬って呼ぶ語。エドアルド・キヨッソーネが描いた明治天皇の肖像画をもとに作られた御真影がもっとも有名。天皇の肖像写真については御写真（旧字体：御寫眞）ともいう。
教育現場には1890年代頃から本格的に配布された。それらは天皇と同一視され、最大級の敬意をもって取り扱われるようになり、1920年代からは奉安殿に保管されるようになった。
一方で、戦前に流布していた皇室写真の大半は、マスコミ等による新聞や雑誌の付録物であり、国民にとってはこちらの方が身近だったが、これらの取り扱いは全て各家庭や個人の裁量に任されていた。

## 歴史
1873年（明治6年）に奈良県知事四条隆平が県庁に掲げるために天皇の肖像写真の下賜を具申したことがきっかけとなり、各府県が次々と同様の請願をはじめた。教育現場に本格的に下賜されるようになったのは1890年代からであり、教育現場に配布された御真影は天皇と同一視され、最大限の敬意をもって取り扱われるようになった。
1887年（明治20年）9月、宮内省は、御真影を、沖縄県尋常師範学校へ下付（府県立学校への下付の初め）。1889年（明治22年）12月19日、文部省は、御真影を（それまで官立・府県立学校のみだったのを）高等小学校へも下付する旨府県に通知した。1891年11月17日、文部省は、下付された御真影と教育勅語謄本とを校内の一定の場所に「最モ尊重ニ奉置」するよう訓令した（奉安庫・奉安殿の設置が始まる）。
1928年（昭和3年）10月1日、翌2日、昭和に入ってから初となる御真影の伝達が行われた。総数16,338組が宮内省から文部省へ、さらに各府県の代表者を通じて全国の小中学校に下賜されている。
1935年（昭和10年）4月9日、敬神崇祖の思念涵養ニ関スル件（行甲第492号）通牒により、全国の刑務所に御真影が配布、宮城遥拝所が設けられた。

## 御真影の管理と責任
宮内省から各学校に貸与され、奉安殿に教育勅語と一緒に保管された。宮内省からの「貸与」品として、ことさら慎重な取り扱いを求められており、1898年（明治31年）に長野県の町立上田尋常高等小学校（現在の上田市立清明小学校）では、失火により明治天皇の御真影を焼いてしまい、当時の校長・久米由太郎（小説家久米正雄の父）が責任を負って割腹自殺するという事件が起きた。
同じ長野県では1921年（大正10年）に埴科郡南条小学校（現在の坂城町立南条小学校）が火災に遭った際にも校長が御真影を持ち出そうとして焼死する事件も起きている。
さらに、1933年（昭和8年）、沖縄県南城市の第一大里小学校（現在の大里北小学校）が火災に遭い、御真影が焼けてしまった際にも当時の校長が割腹自殺をした。紛失を防ぐため、学校ではなく町村役場で保管した例もあった。
1935年（昭和10年）、福島県では小学校の奉安殿から御真影が盗まれ、身代金として 800円を校長に要求する事件が発生した。後日、男は不敬罪および恐喝罪の疑いで逮捕され、御真影は取り戻された。

## 報道・商業写真
天皇の写真が儀礼的に丁重に扱われたのは教育現場などのごく限られた場所であり、戦前の皇室の写真は大半が役所や学校などの公共空間ではなく、マスメディアを通じて各家庭に持ち込まれたもので、それらの扱いについては全て各家庭の裁量に任されていた。1890年代から皇室のブロマイドや絵画は市井で大量に売られ、商業誌や新聞にも掲載された。とくに皇室グラビアは人気があり、商業誌にとっては読者獲得のための宣伝材料となった。また、商業誌に掲載された天皇の写真は教育現場の御真影よりもはるかに種類が多く、国民にとって身近な物でもあった。国民の皇室に対する心情には教育現場の御真影よりこちらの方が大きく影響したと見られている。
明治のはじめには民間による販売を禁止した時期があり、複写して販売する営業写真家が出て1874年（明治7年）4月には売買禁止令が出されたが、違反する者が跡を絶たず、1875年（明治8年）2月にも同令が発令された。それでも民間の需要が多く、天皇の写真は闇で販売され続けた。そのため錦絵や石版画については比較的早くから黙認されるようになり、1891年（明治24年）には皇室の肖像画や写真画の販売が認められ、1898年(明治32年)には皇室写真の販売も解禁された。
印刷技術が向上するにつれ、商業誌や新聞社がこぞって皇室の写真や絵画を付録として付けるようになり、付録の有無が紙誌の売り上げを左右するようになった。マスメディアを通じて世間に流布した皇室グラビアは、スターのそれと同じく読み捨てられ消費された。
大正時代になると第一次世界大戦の影響で欧州各国の皇室・王室が続々と廃止されていく中、日本政府でも大正デモクラシーなどの影響でイギリス型の「開かれた皇室」を目指す動きが強まり、マスコミに対して皇室の撮影を許可する事例が増えた。大正天皇の病臥中の撮影は認められなかったが、特に皇太子裕仁親王（昭和天皇）についての撮影許可が増えた。1921年（大正10年）3月からの皇太子欧州歴訪においては特に多くの写真が撮られ、背広などの「平民的」な皇太子の姿が連日メディアを飾り、皇室人気が高まった。これを機に政府は皇太子帰国直後の同年8月27日に各都道府県への内務省通達を出し、マスコミはあらかじめ許可を受ければ皇室のスナップ写真を自由に撮って良いこととなり、近接した写真撮影も可能となった。これまで秘密主義的だった宮内省も、弟宮と写る背広姿の皇太子や、水着姿の皇太子などプライベートな写真を積極的にマスコミに貸与するようになった。昭和に入った後もしばらくはこうした「平民的」な皇室写真がマスメディアに登場した。当時輸入を担当していた小西六本店（コニカを経て現コニカミノルタ）が1928年（昭和3年）3月に出版したPR誌によると、昭和天皇夫妻の御真影はヘリアーで撮影されている。
しかし日中戦争・第二次世界大戦が勃発すると、皇室写真の撮影や新聞雑誌への掲載について政府から様々な干渉を受けることが多くなった。そのため「平民的」な皇室の写真は大幅に減少し、大元帥を意識した軍服姿や軍務を執る姿の写真が天皇写真の大半を占めるようになった。ただ戦時中にあっても「平民的」な皇室写真が完全に消えたわけではなかった。

## 第二次世界大戦後
第二次世界大戦の敗北に伴い1945年（昭和20年）12月に文部省は学校からの御真影回収を指示し、これに応じて御真影は都道府県単位で回収され焼却処分（「奉焼」）された。回収後再下付が行われるものとされていたが、実際には文部省は再下付に消極的だった。
また、各官公衙等へ下賜された天皇の軍装御着用の写真については奉還するよう通知がなされた。
サンフランシスコ講和条約が発効し日本の占領が終わった1952年（昭和27年）6月に秋田県の敬愛学園高校が再下付を申請し認められたことを初めとして、1950年代には学校で御写真を掲げる儀式を再開する動きが一部にあった。天皇肖像写真を「平和塔」（旧・奉安殿）に掲げ、教職員らに八紘一宇の精神を研究させる私立高校を朝日新聞が「復古調」「天皇神格化への兆し」として1954年2月に報じた。

## 奉掲所
奉掲所は、絵馬や揮毫、宗教に関連したオブジェなどを掲げる場所であるが、戦前は御真影を掲げる場所も意味し、戦前の公的機関や学校の内部、または外部の独立した建物に奉掲所（奉安殿）が設置されていた。
戦後、御真影を掲げる奉掲所の多くは取り壊されるなどの措置がなされたが、1935年に建設された富山県庁舎や1938年に建設された和歌山県庁舎内部には、かつての奉掲所の形状が窺える豪華なレリーフが残されている。